# Tantilla impensa
Tantilla impensa – gatunek prowadzącego skryty tryb życia węża z rodziny połozowatych (Colubridae), występującego w Ameryce Centralnej.

## Systematyka
Węże tego gatunku zaliczają się do rodziny połozowatych, do której zaliczano je od dawna. Starsze źródła również umieszczają Tantilla w tej samej rodzinie Colubridae, choć używają polskiej nazwy wężowate czy też węże właściwe, zaliczanej do infrapodrzędu Caenophidia, czyli węży wyższych. W obrębie rodziny rodzaj Tantilla wchodzi w skład podrodziny Colubrinae.

## Rozmieszczenie geograficzne
Łuskonośnego tego spotyka się od południowo-wschodniego Meksyku (stan Chiapas) przez Gwatemalę do północnego zachodu Hondurasu.
Zwierzę występuje w przedziale wysokości 300–1600 m nad poziomem morza.
Jego siedlisko stanowią wilgotne lasy u podnóży gór, spotyka się go również w lasach zmienionych działalnością ludzką, a nawet na obrzeżach plantacji kardamonu.

## Zagrożenia i ochrona
Dotychczas pozyskano około tuzina okazów. IUCN obarcza winą za rzadkie spotkania skryty tryb życia tego węża. Z uwagi na brak zagrożeń mogących przyczyniać się do spadku liczebności gatunku (tylko lokalnie zagraża mu wylesianie) ocenia jego trend populacyjny jako stabilny.
Występuje na kilku obszarach chronionych.